# Jacques Nicolaou
Jacques Nicolaou (Châtenay-Malabry, 7 ottobre 1930 – Vaux-sur-Mer, 30 maggio 2022) è stato un fumettista, illustratore e sceneggiatore francese.

## Biografia
Nel marzo 1953, dopo aver iniziato la sua carriera con illustrazioni per la stampa tradizionale e per qualche striscia amatoriale, debuttò presso il giornale per ragazzi Vaillant, realizzando le tavole del fumetto Le avventure de Pif le chien 2ª serie. Fu praticamente l'illustratore nel giornale di una sola striscia, succedendo a José Cabrero Arnal nel 1958 nel fumetto Placido et Musetto, che illustrò (e gelosamente custodì) per molti anni in Vaillant, nel Le Journal de Pif, in Pif Gadget, in Dimanche Fillettes e in Les Rois du Rire (1967). Si occupò soprattutto delle illustrazioni di Placido e Musetto di oltre 250 numeri (1964-1993) e di un album, Les Inventions de Placid et Muzo, pubblicato dalle Editions du Kangourou nel 1974. Ha anche lavorato, molto brevemente, ad altre serie di Pif Gadget come Pifou nel 1969 e a un episodio di Le Grêlé 7/13 con Roger Lécureux nel 1971. Nicolaou è stato l'illustratore regolare di pagine di giochi e artigianato di Pif Gadget, inclusa una serie di lezioni di disegno del 1969-1971. Va anche ricordata la rubrica la sua collaborazione sulla rubrica lezioni di disegno.  Nel periodo che era pensionato si dedicò alla pittura ad acquerello, ma allo stesso tempo continuò a preparare per Placido e Musetto nuove avventure.
Jacques Nicolaou morì a Vaux-sur-Mer il 30 maggio 2022, all'età di 91 anni.